# Roeselia polychroma
Roeselia polychroma är en fjärilsart som beskrevs av De Toulgoët 1956. Roeselia polychroma ingår i släktet Roeselia och familjen trågspinnare. Inga underarter finns listade.